# Migrace ryb

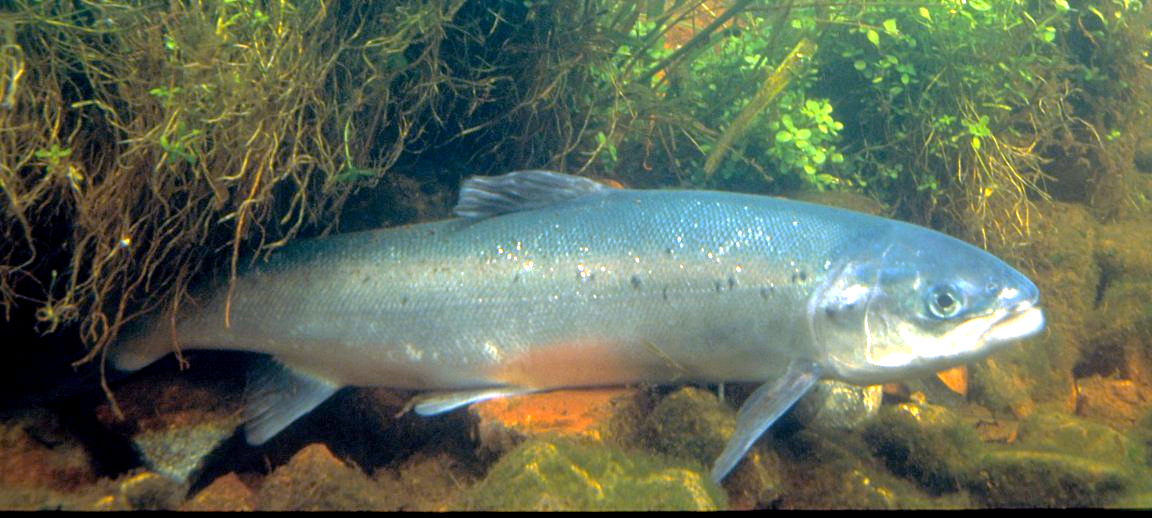
Losos migruje ze slané vody do sladké za účelem rozmnožení.

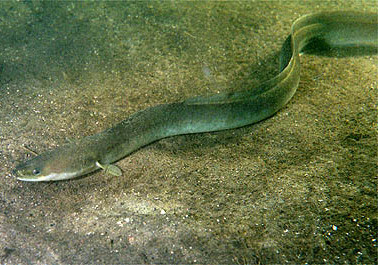
Úhoř naopak migruje ze sladké vody do slané za účelem rozmnožování.

Migrace ryb a dalších vodních živočichů je označení pro jejich tah do jiných míst v rámci jejich životního prostředí, jehož hlavní složkou je voda. Tyto migrace mohou probíhat v řádu hodin, dní nebo i roků, stejně jako do vzdálenosti několika metrů nebo mnoha tisíc kilometrů. Důvodem většinou bývá shánění potravy nebo tření, v některých případech nejsou důvody tahu zcela jasné.

## Rozdělení
Podle vlastností prostředí a účelu migrace se rozlišuje:
- diadromní migrace (migrace mezi sladkou a mořskou vodou)
  - katadromní migrace (migrace ze sladké do mořské vody za účelem rozmnožování)
  - anadromní migrace (migrace z mořské vody do sladké za účelem rozmnožování)
  - amfidromní migrace (migrace mezi sladkou a mořskou vodou během života, avšak nikoli za účelem rozmnožování)
- potamodromní migrace (migrace v rámci sladkých vod)
- oceánodromní migrace (migrace v rámci mořských vod)

Nejznámější anadromní rybou je losos, který převážnou většinu života tráví v moři, aby ke konci svého života podnikl cestu na rodná trdliště do horních toků řek. Jeho pravým opakem je úhoř. Například úhoř říční podniká dalekou cestu z evropských řek do Sargasového moře, kde se vytírá. 
Největší migrující rybou je vyza velká.